# Oligodon travancoricus
Oligodon travancoricus este o specie de șerpi din genul Oligodon, familia Colubridae, descrisă de Beddome 1877. Conform Catalogue of Life specia Oligodon travancoricus nu are subspecii cunoscute.